# Acalolepta montana
Acalolepta montana är en skalbaggsart. Acalolepta montana ingår i släktet Acalolepta och familjen långhorningar.

## Underarter
Arten delas in i följande underarter:
- A. m. montana
- A. m. floresica